# Wienerwaldstadion
Wienerwaldstadion – stadion piłkarski w Neulengbach, na którym swoje spotkania rozgrywa drużyna SV Neulengbach. Jego budowa rozpoczęła się w 2004, a do użytku oddany został 6 maja 2006. Jego pojemność wynosi 3000 widzów, z czego 400 to miejsca siedzące na krytej trybunie. Stadion posiada sztuczne oświetlenie o natężeniu 651 luksów, oddane do użytku w październiku 2009. Obiekt spełnia wymogi UEFA do organizowania wszystkich spotkań międzynarodowych drużyn kobiecych. Na stadionie odbywały się m.in. spotkania kobiecej Ligi Mistrzów.